# Neapels Grand Prix

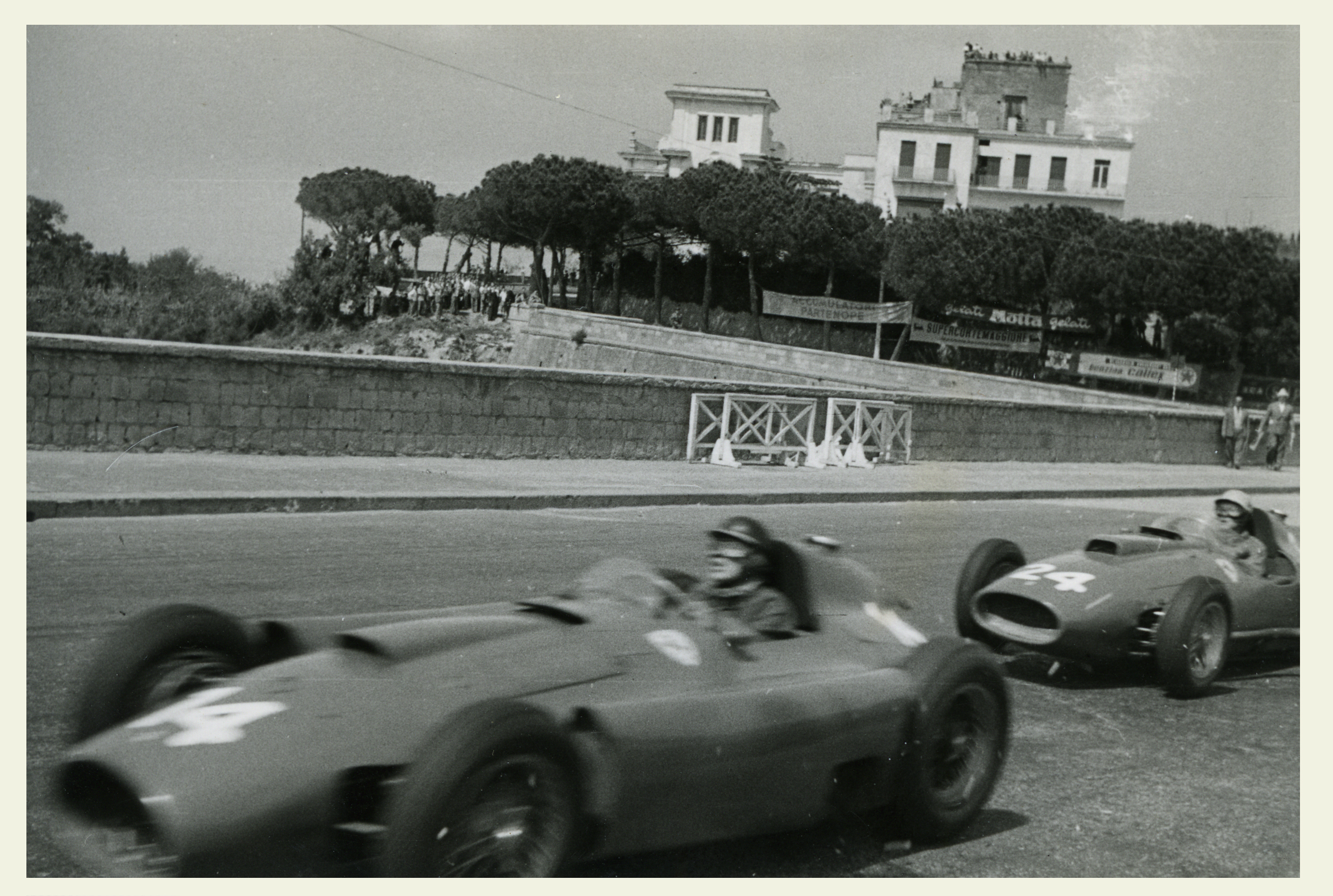
Mike Hawthorn före Luigi Musso.

Neapels Grand Prix, ursprungligen Coppa Principessa di Piemonte, var en biltävling som kördes i Posillipo utanför Neapel mellan 1933 och 1962.

## Historia
Loppet kallades ursprungligen Coppa Principessa di Piemonte, efter Marie José av Belgien och kördes med Grand Prix-bilar. Efter andra världskriget återkom tävlingen som ett formel 2-lopp under namnet Neapels Grand Prix. Senare under 1950-talet kördes tävlingen omväxlande med sportvagnar och formel 1-bilar.

## Vinnare av Neapels Grand Prix
| År             | Förare                              | Bil                |
| -------------- | ----------------------------------- | ------------------ |
| 1933           | Franco Comotti                      | Alfa Romeo P3      |
| 1934           | Tazio Nuvolari                      | Maserati 6C        |
| 1935 till 1936 | Inga tävlingar                      | Inga tävlingar     |
| 1937           | Giuseppe Farina Carlo Felice Trossi | Alfa Romeo Tipo C  |
| 1938           | Aldo Marazza                        | Maserati 4C        |
| 1939           | John Peter Wakefield                | Maserati 6C        |
| 1940 till 1947 | Inga tävlingar                      | Inga tävlingar     |
| 1948           | Luigi Villoresi                     | Osca MT4           |
| 1949           | Roberto Vallone                     | Ferrari 166 F2     |
| 1950           | Franco Cortese                      | Ferrari 166 F2     |
| 1951           | Alberto Ascari                      | Ferrari 166 F2     |
| 1952           | Giuseppe Farina                     | Ferrari 500 F2     |
| 1953           | Giuseppe Farina                     | Ferrari 500 F2     |
| 1954           | Luigi Musso                         | Maserati A6GCS     |
| 1955           | Alberto Ascari                      | Lancia D50         |
| 1956           | Robert Manzon                       | Gordini T16        |
| 1957           | Peter Collins                       | Lancia-Ferrari D50 |
| 1958           | Joakim Bonnier                      | Maserati 200S      |
| 1959           | Tony Settember                      | WRE Maserati       |
| 1960           | Menato Boffa                        | WRE Maserati       |
| 1961           | Giancarlo Baghetti                  | Ferrari 156 F1     |
| 1962           | Willy Mairesse                      | Ferrari 156 F1     |